# Armstrongs Mills
Armstrongs Mills è una comunità non incorporata degli Stati Uniti d'America della contea di Belmont nello Stato dell'Ohio.

## Storia
Armstrongs Mills originariamente si chiamava Captina Creek e sotto quest'ultimo nome fu pianificata nel 1816. Un ufficio postale chiamato Armstrongs Mills fu creato nel 1840 e rimase operativo fino al 1986. La comunità deve il suo nome a un mulino per cereali costruito da Thomas Armstrong nel 1828.